# Колокарёво
Колокарёво (Клокарёво, Сигорь) — деревня в Переславском районе Ярославской области, находится между рек Ворговаш на востоке и Сабля на западе.
Постоянное население на 1 января 2007 года — 101 человек.

## История
В 1562 году село князя Ивана Васильевича Пенкова в Кистемском стану, переданное им «по своём отце и по всему своему роду» Ярославскому Спасскому монастырю.
В 1580 году принадлежавшую к селу Сигорю деревню Гора на реке Сабле захватили крестьяне села Ильинского, но по распоряжению из Москвы должны были отдать обратно.